# Schlacht von Gansu

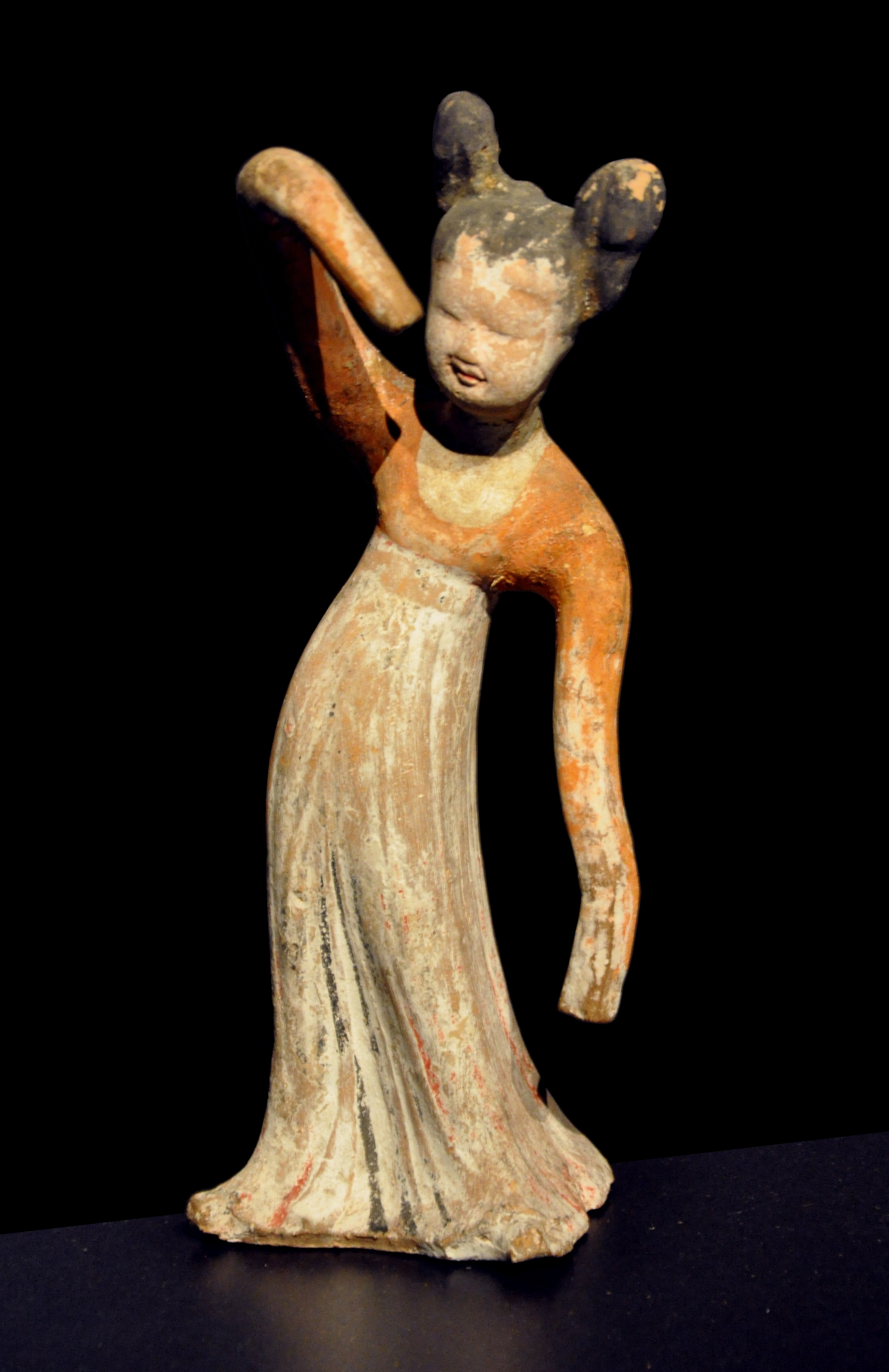
Tonfigur einer Tänzerin, China, Tang-Dynastie, 8. Jh. n. Chr.

Die Schlacht von Gansu wurde 623 vom Königreich Tuyuhun und der Tang-Dynastie geschlagen. Bekannt und als Heldenlegende auch bis in die Gegenwart präsent wurde eine dabei angewandte Kriegslist des Generals der Tang Chai Shao. Dieser soll die Soldaten der Tuyuhun durch einen erotischen Tanz zweier Tänzerinnen abgelenkt haben. Während die Tuyuhun-Nomaden den auf einem benachbarten Hügel aufgeführten Tanz bewunderten und deshalb ihre Schlachtordnung auflösten, wurden sie von Chai Shaos Kavallerie von hinten angegriffen und vernichtend geschlagen. Es gab mehr als 500 Gefallene bei den Tuyuhun. Das Vorgehen spielte noch bei den chinesischen Kommunisten eine Rolle als anekdotisches Vorbild.

## Schlacht
Die Volksstämme der Tuyuhun und der Tanguten hatten immer wieder chinesische Siedlungen entlang der Westgrenze des Tang-Reichs angegriffen. Im Jahr 623 verließen die Tuyuhun ihre Heimat am Qinghai-See und fielen in Gansu ein. Der Tang-General Chai Shao wurde geschickt, die Nomaden zu bezwingen und weitere Invasionen zu unterbinden. Vor der Schlacht hatten die Tuyuhun eine Anhöhe genommen und beschossen die sich nähernden Tang-Streitkräfte mit Pfeilen.
Chai Shao war ein listenreicher General, mit zum Teil sehr unorthodoxen Einfällen. Er führte ein Ablenkungsmanöver durch, indem er zwei Tänzerinnen und einige Musiker auf einen kleinen Hügel in der Nähe des Lagers der Tuyuhun schickte. Die Musiker spielten die Pipa, eine Schalenhals-Laute, während die Tänzerinnen auf dem Gipfel des Hügels für die Nomaden einen erotischen Tanz aufführten. Die Aufmerksamkeit der Nomaden richtete sich wie erhofft voll und ganz auf die Tänzerinnen, ihre militärische Formation löste sich auf, weil sie auf den Hügel eilten, um einen besseren Blick auf die Tanzdarbietung zu erhalten.
Chai Shao nutzte die Gelegenheit und überraschte die Soldaten, indem er sie mit seiner Kavallerie von hinten angriff. Über 500 Soldaten der Tuyuhun fielen in der anschließenden Schlacht, und die Tuyuhun mussten sich aus Gansu zurückziehen. Der Historiker Charles Patrick Fitzgerald kommt zu der Schlussfolgerung, dass es höchst unklug sei, sich in der Schlacht von den Genüssen des Friedens ablenken zu lassen: “it is most unwise, in the midst of battle, to let the mind dwell on the delights of peace.”

## Folgen
Die Feindseligkeiten zwischen den Tuyuhun und den Tang dauerten nach der Schlacht an. Zwischen 634 und 635 führte der Tangkaiser Tang Taizong eine großangelegte Militärkampagne gegen die Tuyuhun durch, die von General Li Jing geleitet wurde. Die Streitkräfte der Tang wurden während der Invasion durch Soldaten der verbündeten Tangut und Turkvölker verstärkt. Die Tuyuhun wurden geschlagen, kapitulierten und wurden Vasallen der Tang-Dynastie.